# Eibsee-Seilbahn
| Eibsee-Seilbahn                              | Eibsee-Seilbahn                                            |
| -------------------------------------------- | ---------------------------------------------------------- |
| Blick aus einer Kabine der Bahn talwärts     |                                                            |
| Lage:                                        | Eibsee bei Grainau BY D                                    |
| Gebirge:                                     | Wettersteingebirge, Alpen                                  |
| Gesamtlänge:                                 | 4.450 m                                                    |
| Höhendifferenz:                              | 1.950 m 1.005 m{\displaystyle \mathrm {\nearrow } }2.955 m |
| maximale Neigung:                            | 46,5°                                                      |
| Talstation:                                  | 47° 27′ 22,1″ N, 10° 59′ 30,4″ O                           |
| Bergstation:                                 | 47° 25′ 16,5″ N, 10° 59′ 8,1″ O                            |
| Fahrt                                        |                                                            |
| Dauer:                                       | 10 Minuten                                                 |
| Geschwindigkeit:                             | 10, 6 m/s                                                  |
| Beförderungsleistung:                        | 300 Personen/h                                             |
| Hintergrund                                  |                                                            |
| Eröffnung:                                   | 15. Mai 1963                                               |
| Stilllegung:                                 | 2. April 2017                                              |
| Die Talstation am östlichen Ufer des Eibsees |                                                            |

Die Eibsee-Seilbahn war eine Luftseilbahn zwischen der Talstation am Eibsee und der Bergstation am Zugspitzgipfel. Sie überwand dabei mit knapp 2000 m von allen Pendelbahnen der Welt den größten Höhenunterschied innerhalb einer Sektion. Betreiberin war die Bayerische Zugspitzbahn Bergbahn AG (BZB), eine Tochtergesellschaft der Gemeindewerke Garmisch-Partenkirchen. Nachdem die Seilbahn ihren Dienst am 2. April 2017 einstellte, wurde sie im Dezember 2017 durch die Seilbahn Zugspitze ersetzt, die fast die gleiche Strecke fährt. Die neue Eibsee-Seilbahn stellt drei Weltrekorde auf, und zwar den größten Gesamthöhe-Unterschied; zudem hat sie die größte Stahlbaustütze und das längste freie Spannfeld.

## Geschichte
Anlass für den Bau einer Seilbahn vom bayerischen Eibsee auf die Zugspitze war, dass man die Touristen schneller auf den Zugspitzgipfel bringen wollte, als es bis dahin mit Zahnrad-, Hang- und Gipfelbahn üblich war. Man entschied sich dabei für den Bau einer Pendelbahn.
Der Bau der Eibsee-Seilbahn durch die Firma Ernst Heckel aus Saarbrücken begann 1961. Während des Baues fusionierte die Firma Heckel mit den Firmen der beiden großen deutschen Seilbahnpioniere Julius Pohlig und Adolf Bleichert zu der neuen Pohlig-Heckel-Bleichert (PHB). Im Jahr 1961 wurden der Rohbau der Talstation und die beiden Stützen vollendet. Aufgrund der ungünstigen Witterung zogen sich die Bauarbeiten bis zum Ende des Jahres 1962 hin.
Bei der Jungfernfahrt am 1. Dezember 1962 prallte ein Journalist gegen einen Steuerungsschrank, wodurch nicht nur in der Talstation, sondern auch an den Laufwerken sämtliche Bremsen gleichzeitig aktiviert wurden und eine Gewaltbremsung der gesamten Anlage ausgelöst wurde. Infolgedessen warf sich aufgrund der anschließenden Überbremsung ein Zugseil über ein Tragseil. Langsam musste die Kabine ins Tal fahren, wodurch die Einweihung zunächst gescheitert war. Zwei Wochen später wurde das Tragseil bei einem Orkan trotz Sicherheitsvorkehrungen abgeworfen, so dass zusätzliche Sturmsicherungen installiert werden mussten. Möglicherweise trug großer Eisbehang dazu bei. Dadurch verzögerte sich die Aufnahme des öffentlichen Betriebs. Am 15. Mai 1963 nahm die Bahn den öffentlichen Betrieb auf. Sie war zu diesem Zeitpunkt mit einer Förderleistung von nur 300 Personen pro Stunde, verglichen mit anderen Pendelbahnen dieser Zeit, bereits veraltet. Dies war den beengten Platzverhältnissen am Gipfel sowie der sehr großen schrägen Länge der Seilbahn, die größere Kabinen nicht zuließen, geschuldet.
Die Eibsee-Seilbahn war im Besitz der Bayerischen Zugspitzbahn Bergbahn AG.
Da die geringe Beförderungskapazität der alten Eibsee-Seilbahn teils zu langen Wartezeiten führte, wurde im Jahr 2008 ein Neubau ins Auge gefasst.
2012 wurde der Neubau endgültig beschlossen, wobei mit Kosten in Höhe von 30 Millionen Euro gerechnet wurde.
Nach fast 54 Jahren Betriebszeit, in denen über 21 Millionen Fahrgäste befördert wurden, stellte die Eibsee-Seilbahn am 2. April 2017 den Betrieb ein.

## Technik
Die Eibsee-Seilbahn war eine nach dem Doppeltragseil- und Doppelzugseil-System ausgeführte Pendelbahn. Die Talstation war als Antriebsspannstation ausgeführt, während in der Gegenstation (Bergstation) lediglich ein Umkehrgerüst war. Üblicherweise wird der Antrieb von Pendelbahnen in der Bergstation situiert, da dies den Verschleiß und die nötige Anfahrleistung senkt, was aber in diesem Fall aufgrund der Platzverhältnisse am Gipfel nicht möglich war. Die Antriebsgruppe bestand im Wesentlichen aus den Haupt- und Hilfsantrieben und dem Notantrieb. Der Hauptantrieb hatte 750 kW, der Hilfsantrieb 100 kW und der Notantrieb 192 kW Leistung. Weiters befanden sich in der Talstation die an der Kardanwelle angebrachten Betriebsbremsen sowie die direkt auf die Antriebsseilscheibe wirkenden Sicherheitsbremsen, die durch den Sicherheitskreis ausgelöst werden konnten und ein Stillsetzen der Bahn auch gegen den laufenden Motor bewirken konnten. 2005 wurde die gesamte Antriebsgruppe inklusive der Antriebsseilscheiben von der Firma Doppelmayr revidiert.
Die beiden Kabinen fassten je 44+1 Personen (44 Fahrgäste und ein Kabinenbegleiter). Sie waren in Leichtbauweise, dem damaligen Standard entsprechend, durch die Firma Zarges produziert worden. Die Kabinen waren über das Gehänge, hier ein Fachwerkgehänge, mit den 16-rolligen Laufwerken verbunden. Die Laufwerke hatten je Fahrspur vier Fangbremsen und konnten im Gefahrfalle die Zugseile abwerfen. Das Laufwerk hatte eine Pendeldämpfung, die das Hin- und Herschaukeln der Kabine in Bahnachse verringert.
Das Laufwerk war mittels fixer Klemme an zwei durch den Motor angetriebenen Zugseilen von 28 mm Durchmesser befestigt. Die vier 46 mm starken Tragseile in vollverschlossener Bauart waren die Tragspur. Die Tragseile wurden in der Antriebsstation abgespannt und am Berg an insgesamt vier Pollern befestigt. Sie wurden nie ausgetauscht, sodass während ihrer 54-jährigen Betriebszeit nur ein einziges Tragseilset, bestehend aus vier Tragseilen, zum Einsatz kam.
Die Seile verliefen über zwei Tragstützen (Fachwerkbauweise) von 65 m und 85 m Höhe. Diese wurden infolge des Neubaus der Seilbahn im Frühjahr 2017 demontiert.

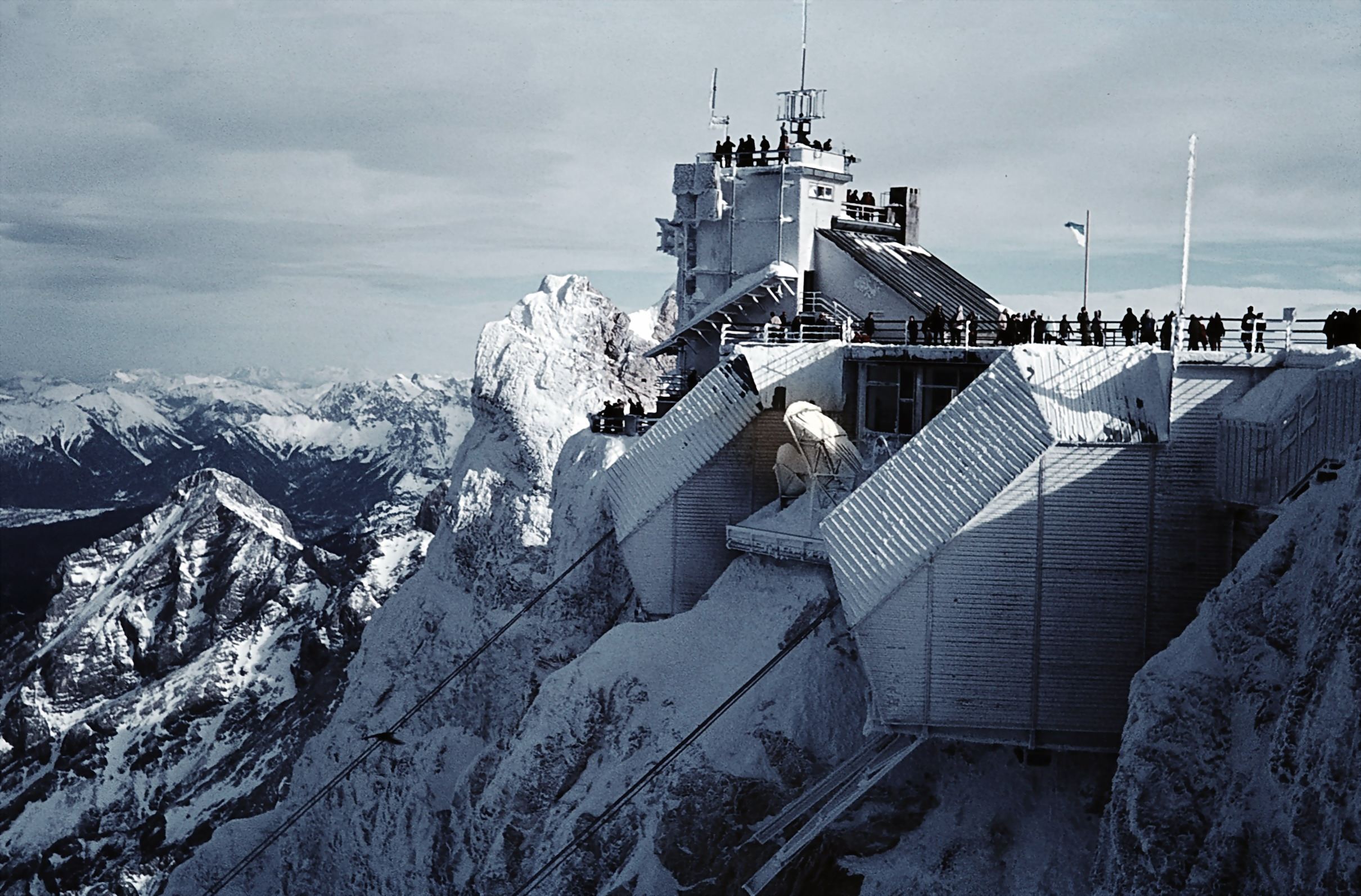
Zugspitze, Bergstation der Eibseeseilbahn

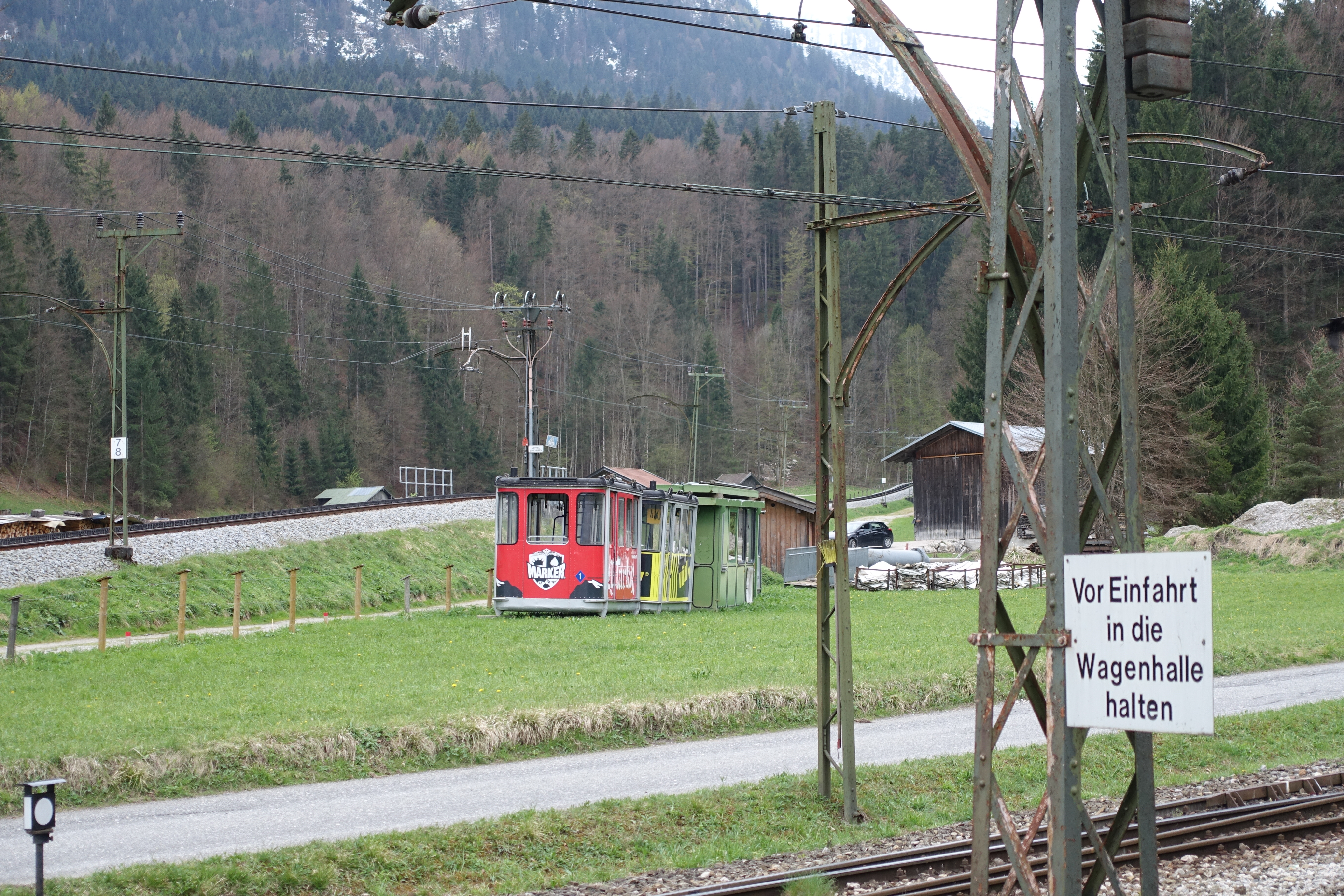
Kabinen der abgebauten Eibsee-Seilbahn im Betriebswerk Grainau (Mai 2017)

Die beengten Platzverhältnisse am Gipfel bedingten eine weitere Besonderheit der Eibsee-Seilbahn. Die Fahrspuren entfernten sich zur Bergstation hin voneinander, so dass die beiden Bahnsteige zwar im gleichen Gebäude angelegt waren, jedoch mit einem getrennten Wartebereich und Bahnsteig pro Seilspur 24 Meter auseinanderlagen. Die Eibsee-Seilbahn überwand 1950 m Höhenunterschied; dies ist bis heute der größte je in einer Sektion verwirklichte Höhenunterschied aller Pendelbahnen.